# Gheorghe Solomie
Pas d'image ? Cliquez ici

a Compétitions nationales et continentales officielles uniquement.

b Matchs officiels uniquement.
Gheorghe Lucian Solomie, né le 5 mars 1969 à Beiuș (Roumanie), est un joueur international roumain de rugby à XV. Il évolue au poste d'ailier et il totalise 50 sélections de 1992 à 2001.

## Biographie
- 1998-2001 : Stade aurillacois
- 2001-2005 : Rugby club Châteaurenard

## Palmarès
- 50 sélections avec la Roumanie
- 13 essais
- 65 points
- 1er match le 28 mai 1992 contre la France

- Sélections par année : 4 en 1992, 6 en 1993, 5 en 1994, 10 en 1995, 3 en 1996, 6 en 1997, 6 en 1998, 4 en 1999, 3 en 2000, 3 en 2001
- Coupe du monde : 
  - 1995 : 3 sélections,
  - 1999 : 3 sélections